# Zjawienie
Zjawienie – część Radzymina, w województwie mazowieckim, w powiecie wołomińskim, w gminie Radzymin.
Leży na północ od centrum Radzymina, przy intersekcji ulic Wróblewskiego i Patriotów. Na Zjawieniu łączą się strugi przepływające przez Radzymin.
Obszar ten stanowi zabudowania na terenach włączonych do Radzymina w związku ze znacznym poszerzeniem jego granic w latach 1920..